# Джеси Тобаяс
Джеси Тобаяс (на английски: Jesse Tobias) е американски музикант от мексикански произход. Известен е най-вече с участието си в групата „Ред Хот Чили Пепърс“ през 1993 г., въпреки че е заменен с Дейв Наваро през същата година. Преди това е свирил с Mother Tongue.
След като се присъединява към групата на Аланис Морисет, Тобаяс среща Анджи Харт, с която по-късно се оженва. Двамата се преместват в Лос Анджелис през 1997 г. и създават своя собствена група Splendid, с която издават албум през 1999 г. Двамата се развеждат през 2005 г.
От 2006 г. насам Тобаяс свири като главен китарист на концертите на Morrissey.